# Кизилбай – Курган
Кизилбай – Курган – газопровід у Курганській області Росії. 
Наприкінці 1970-х через північну частину Курганської області пройшов газопровід Уренгой – Челябінськ, що створило передумови для газифікації оточуючих районів. Зокрема, в 1987-му проклали трубопровід Кизилбай – Курган, який вперше подав блакитне паливо до обласного центра. Він має довжину 124 км, виконаний в діаметрі 530 мм та може постачати 1,3 млрд м3 на рік.
Найбільшими споживачами протранспортованого ресурсу є Курганська ТЕЦ-1 та Курганська ТЕЦ-2 (остання стала до ладу в 2014-му).
Можливо відзначити, що в подальшому також облаштували додатковий варіант подачі блакитного палива до Кургану через газопровід Далматовська – Шуміха – Курган.